# Limón (Jililí)
Limón es un caserío peruano ubicado en el distrito de Jililí, perteneciente a la provincia de Ayabaca del departamento de Piura, al norte del Perú. 

## Ubicación
Limón se ubica al norte de la provincia de Ayabaca, en el distrito de Jililí, en el departamento de Piura.

## Demografía
En 2017 Limón tenía una población de 128 habitantes.
| Gráfica de evolución demográfica de Limón entre 1993 y 2017 |
|                                                             |
| Fuentes: Población 1993 y 2017                              |